# Ácido 3-metoxibenzoico
Ácido 3-metoxibenzoico, ácido 3-anísico, ácido m-anísico ou ácido meta-anísico, é o composto orgânico de fórmula molecular C8H8O3 e massa molecular 152,15. É um dos isômeros ácido metoxibenzoico. É classificado com o número CAS 586-38-9, CBNumber CB2718147 e MOL File 586-38-9.mol. Apresenta ponto de fusão de 105-107 °C, ponto de ebulição de 170-172 °C a 10 mm Hg e ponto de fulgor de 123.3°C .